# Graphiurus angolensis
Graphiurus angolensis is een zoogdier uit de familie van de slaapmuizen (Gliridae). De wetenschappelijke naam van de soort werd voor het eerst geldig gepubliceerd door de Winton in 1897.

## Voorkomen
De soort komt voor in Angola en Zambia.